# Metalpheus paragracilis
Metalpheus paragracilis är en kräftdjursart som först beskrevs av H. Coutière 1897.  Metalpheus paragracilis ingår i släktet Metalpheus och familjen Alpheidae. Inga underarter finns listade i Catalogue of Life.